# Hypsurus caryi
Hypsurus caryi és una espècie de peix pertanyent a la família dels embiotòcids i l'única del gènere Hypsurus que es troba al Pacífic oriental: des del cap Mendocino (el nord de Califòrnia, els Estats Units) fins al nord de la Baixa Califòrnia (Mèxic).
Pot arribar a fer 30 cm de llargària màxima.
És un peix marí, demersal i de clima subtropical que viu fins als 40 m de fondària.
És inofensiu per als humans.